# Distretto di Mesra
Il distretto di Mesra è un distretto della Provincia di Mostaganem, in Algeria.

## Comuni
Il distretto di Mesra comprende 4 comuni:
- Mesra
- Aïn Sidi Cherif
- Mansoura
- Touahria